# David Barrufet
David Barrufet, španski rokometaš, * 4. junij 1970, Barcelona.
Leta 2000 je na poletnih olimpijskih igrah v Sydneyju v sestavi španske reprezentance osvojil bronasto olimpijsko medaljo; uspeh so ponovili čez osem let.